# Podgorje (gmina Velenje)
Podgorje – wieś w Słowenii, w gminie miejskiej Velenje. W 2018 roku liczyła 173 mieszkańców. 